# På heder och skoj
På heder och skoj är en svensk komedifilm från 1956 i regi av Otto Scheutz (endast tre inspelningsdagar) och Bengt Blomgren.
Manus skrevs av Alf Östlund (hans enda) och musiken av Nathan och Stuart Görling. Hilding Bladh var fotograf och Lennart Wallén klippare. Filmen hade premiär den 19 mars 1956 på biografen Röda kvarn i Tidaholm. Den har aldrig visats på biograf i Stockholm.
Filmen spelades in mellan den 2 augusti och 2 september 1955 under totalt 28 inspelningsdagar. Flera adresser runt om i Stockholm utgjorde inspelningsplatser. Filmen var 99 minuter lång och var barntillåten. I huvudrollen som Kalle Johansson sågs Elof Ahrle. I övriga roller återfanns bland andra Alf Östlund, Manne Grünberger, Kerstin Berger och Arne Källerud. Även Janne "Loffe" Carlsson hade en mindre roll som skinnknutte.

## Handling
En man hittar obligationer i ett par stövlar som han har köpt på auktion. Med detta kapital börjar han göra affärer.

## Rollista
- Elof Ahrle – Kalle Johansson
- Alf Östlund – Pär Johansson, bror till Kalle
- Manne Grünberger	– Mickel Andersson
- Kerstin Berger – Lisa på Vreten
- Arne Källerud – grosshandlare Ivar Olson
- Allan Bohlin – Preinertz, chef för kemisk-tekniska fabriken Stella
- Ellika Mann – Doris, anställd hos grosshandlare Olson
- Karin Miller – Margit, anställd hos grosshandlare Olson
- Agda Helin – Hilda på Vreten, Lisas mor
- Wiktor "Kulörten" Andersson – auktionsförrättaren
- Helga Brofeldt – Kalles och Pärs mor
- Erik Forslund – Kalles och Pärs far
- Elsa Ebbesen-Thornblad – fru Åberg
- Gösta Prüzelius – August Pearson
- Lena Kjellander – Anna-Greta, Lisas syster
- Jerk Liljefors – Nisse Karlsson
- Birger Lensander – banktjänsteman
- Ingalill Gahn – vokalisten på danssalongen

Ej krediterade
- Sven Holmberg – chefen för bilsalongen
- Otto Scheutz – redaktören i trappuppgången
- Birgitta Ander – kontorist på fabriken Stella
- Sigrid "Siggan" Frisell – kund i affären i Grena
- Agnes Johnsson – kund i affären i Grena
- Walter Jonsson – kund i affären i Grena
- Wilma Malmlöf – kund i affären i Grena
- Gerda Wiman – kund i affären i Grena
- Olle Davide – en romsk pojke
- Margit Barre – en romsk flicka
- Gunhild Qvarsebo – Anna-Gretas vän på danssalongen
- Göte Holmberg – hovmästaren
- Per Appelberg – kyparen
- Jessie Flaws – kontorist på fabriken Stella
- Carin Lundquist – butikskund på Östermalm
- Janne Carlsson – skinnknutte
- Ulf Qvarsebo – bilförsäljare

### Fotnoter
1. 1 2 3 4  ”På heder och skoj”. Svensk Filmdatabas. http://sfi.se/sv/svensk-filmdatabas/Item/?itemid=4491&type=MOVIE&iv=Basic&ref=/templates/SwedishFilmSearchResult.aspx?id%3d1225%26epslanguage%3dsv%26searchword%3dP%C3%A5+heder+och+skoj%26type%3dMovieTitle%26match%3dBegin%26page%3d1%26prom%3dFalse. Läst 13 februari 2013.